# James Hampton (artista)
James Hampton (Elloree, 8 aprile 1909 – Washington, 4 novembre 1964) è stato un artista statunitense appartenente alla corrente dell'Art Brut.

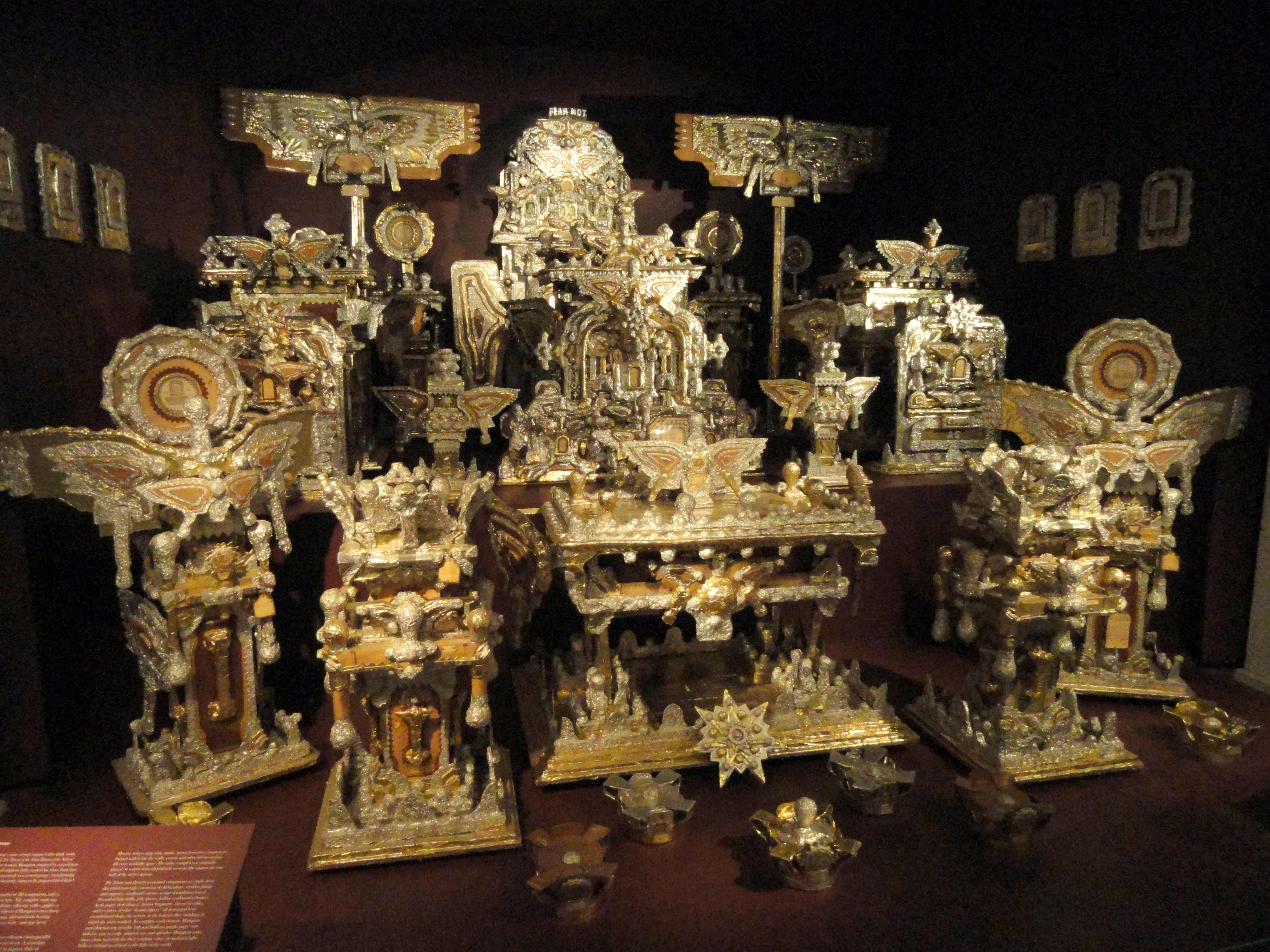
L'unica opera di Hampton: "Il trono del terzo paradiso dell'Assemblea Generale delle nazioni del millennio"

È universalmente conosciuto per aver realizzato segretamente, utilizzando solo materiali di scarto, la sua opera a carattere religioso chiamata Il trono del terzo paradiso dell'Assemblea Generale delle nazioni del millennio (in inglese: Throne of the Third Heaven of the Nations' Millennium General Assembly), anche conosciuta con il nome "il trono" (in inglese: The Throne), considerata dai critici come "l'esempio più emblematico di arte religiosa visionaria prodotta in America".

## Biografia
Hampton nacque l'8 aprile del 1909 a Elloree, Carolina del Sud; suo padre, James Sr. Hampton, un reverendo battista e noto criminale facente parte di una chain gang, abbandonò la famiglia lasciando lui e i suoi tre fratelli soli con la madre.Nel 1928, James si trasferì a Washington con suo fratello Lee, condividendo con lui un piccolo appartamento. Come quasi tutti gli appartenenti alla corrente dell'Art Brut, Hampton si dedicò all'arte in maniera molto discreta mentre, nella vita, svolse lavori molto umili, conducendo una vita monotona. Trovò il suo primo impiego in un Fast Food dell'epoca, dove lavorò per quasi 15 anni, fin quando, nel 1943, non venne arruolato obbligatoriamente nell'aeronautica militare
Durante il servizio militare fu di stanza in Texas, alle Hawaii, a Saipan e a Guam, ma l'unità in cui venne assegnato non era addestrata al combattimento e quindi svolse solo semplici compiti di manutenzione. Durante il suo servizio a Guam, Hampton realizzò la sua prima opera utilizzando materiali trovati nella base che, successivamente, incorporò alla sua opera principale. Dopo essersi congedato con un'onorificenza, tornò a Washington e, nel 1945, trovò un impiego nella General Services Administration, dove svolse la professione di addetto alle pulizie fino alla sua morte prematura avvenuta nel 1964 a causa di un tumore allo stomaco.

## Il trono
Nel 1950, Hampton affittò un garage dove per oltre 14 anni si dedicò alla realizzazione di un'opera religiosa. Utilizzò esclusivamente materiali di fortuna come: carta stagnola, cartone, lampadine, barattoli di marmellata e nastri di vario genere. 

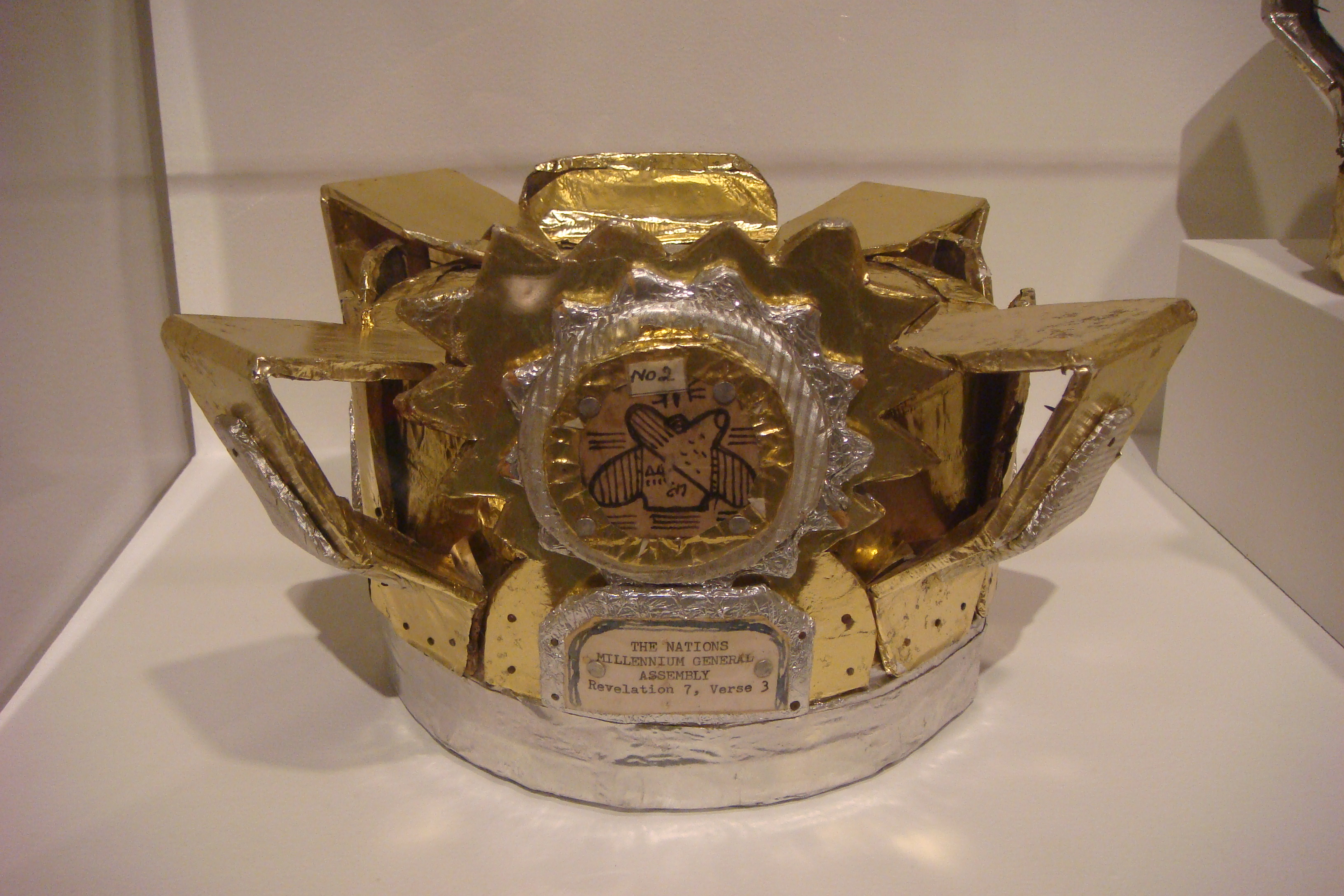
Una delle corone d'oro realizzate da Hampton

Nel complesso realizzò 180 pezzi diversi, in molti dei quali incise delle frasi tratte dall'Apocalisse di Giovanni. L'oggetto principale è un trono, alto poco più di due metri, costruito sulla base di una sedia di legno sulla quale è incisa più volte la frase "Non temete" (Fear not). Il trono è accompagnato da svariati altari, corone, lanterne e pulpiti. Le icone posizionate a sinistra del trono portano il nome degli apostoli e quelle sulla destra elencano vari patriarchi e profeti biblici come Abramo ed Ezechiele. Su ogni oggetto, inoltre, è incisa un scritta che recita "Il trono del terzo paradiso dell'Assemblea Generale delle nazioni del millennio", dal quale prende il nome l'opera completa. 
Nel suo diario, Hampton descrisse la sua opera come un monumento dedicato a Gesù Cristo e giustificò la sua creazione dicendo di aver avuto una visione che lo avvertiva di un imminente ritorno del Messia e che per questo doveva costruire un trono in suo onore. Inoltre scrisse anche di aver ricevuto la visita di Mosè, della Vergine Maria e di Adamo nel giorno dell'elezione del presidente Truman. 
L'intera opera sembra essere stata ispirata alla profezia biblica di San Giovanni, che vide Dio seduto su un trono d'oro e argento circondato da angeli. Il trono è stato associato anche ai movimenti culturali del millenarismo e del dispensazionalismo sorti tra il XIX e il XX secolo.

## L'opera indecifrata
Nello stesso garage in cui era presente il trono, Hampton conservava anche un enigmatico libro scritto di suo pugno intitolato St. James: The Book of the 7 Dispensation. L'opera contiene 108 pagine scritte per la quasi totalità in un alfabeto inventato dallo stesso artista. 
Il suo contenuto non è chiaro ed è ancora oggi oggetto di forti dibattiti. Le uniche note comprensibili sono state scritte in inglese e corrispondono alla parola "Rivelazione", scritta ad ogni fine "capitolo", e a James che si auto identifica come "San James. Direttore, Progetti Speciali per lo Stato dell'Eternità". Inoltre, su una lavagnetta nel garage era incisa la frase "Quando non c'è visione profetica il popolo diventa sfrenato".
Nei suoi anni a Washington Hampton si recò in diverse chiese affermando di aver ideato uno "strumento per l'insegnamento", ma nessuno diede peso alle sue parole.
Non è chiaro quale fosse la visione dell'artista riguardo alla sua opera e se lui stesso si identificasse come tale.

## Morte e ritrovamento
Hampton morì a causa di un cancro allo stomaco il 4 novembre 1964. Dopo la sua scomparsa, il proprietario del garage Meyer Wertlieb andò a visionare ciò che Hampton aveva lasciato al suo interno. Egli affermò di sapere che James stava costruendo qualcosa nel garage, ma non immaginava che si trattasse di un'opera di natura artistica.
L'artista rimase estremamente discreto riguardo alla sua opera. I suoi familiari ne vennero a conoscenza solo dopo la sua morte. Sua sorella pubblicò un annuncio su un giornale nella speranza di venderlo, attraendo così l'attenzione dello scultore Ed Kelly che, rimanendone profondamente colpito, contattò il critico d'arte Alice Denney. 
La storia di Hampton divenne ufficialmente pubblica il 15 dicembre 1964, quando la sua opera venne pubblicata sul The Washington Post.
Il trono è attualmente esposto al Smithsonian American Art Museum.